# Island i olympiska sommarspelen 1948
Island deltog i de olympiska sommarspelen 1948 i London med en trupp bestående av 20 deltagare, men ingen av landets deltagare erövrade någon medalj.